# Evaziune fiscală
Evaziunea fiscală reprezintă sustragerea unor persoane fizice sau juridice de la plata impozitelor sau taxelor. Evaziunea fiscală se manifestă adesea prin denaturarea informațiilor ce sunt raportate către autorități, precum declararea unor venituri sau profituri mai mici decât în realitate, sau mărirea artificială a cheltuielilor.    
Ca fenomen, evaziunea fiscală se întâlnește atât pe plan național, căt și pe cel internațional, reprezentând una dintre cele mai răspândite infracțiuni cu caracter economic. Frecvent, evaziunea fiscală frauduloasă se întâlnește sub diferite forme, cum ar fi:
- ținerea unor registre contabile nereale
- distrugerea voită a unor documente care pot ajuta la aflarea adevarului privind livrările de mărfuri
- modificarea prețurilor practicate sau a comisioanelor încasate sau plătite
- întocmirea de documente de plată fictive
- modificarea nejustificată a prețurilor de aprovizionare și a cheltuielilor de transport și depozitare
- întocmirea unor declarații vamale false la importul sau exportul de mărfuri
- întocmirea de declaratii de impunere false, când cu bună știință nu sunt mentionate decât o parte din veniturile realizate.[1]

Evaziunea fiscală este o activitate asociată cu economia informală. O măsură a gradului de evaziune fiscală este dată de valoarea veniturilor nedeclarate, care reprezintă diferența dintre valoarea venitului care ar trebui să fie raportat autorităților fiscale și suma reală raportată. Un instrument tipic de fraudă fiscală este includerea în contabilitate facturi de cumpărare false pentru a reduce venitul impozabil.

## Descriere
Pentru a oferi o măsură cantitativă la amploarea fenomenului de evaziune fiscală, atât la nivel individual, cât si la cel colectiv, pe lângă furnizarea directă a sumei totale a fondurilor sustrase, indicele sau rata de evaziune fiscală poate fi definit și calculat ca raport între fondurile sustrase și totalul fondurilor datorate statului pentru impozitare. Un alt indice macroeconomic este raportul dintre fondurile totale evadate și PIB.
Exista si o varianta mult mai grava a evaziunii fiscale, frauda fiscală care are loc cu mecanisme sofisticate ce creeaza o aparența de legalitate, sub care se ascunde evaziunea, îngreunand astfel munca de constatare a impozitului. Veniturile din evaziunea fiscală și frauda fiscală se încadrează în așa-numita economie subterană.
Evaziunea fiscală se pedepsește cu sancțiuni pecuniare peste un anumit prag pentru scăderea sumei impozabile, chiar și penal. Frauda fiscală, în schimb, se pedepsește mult mai aspru decât simpla evaziune fiscală.

## Tipuri
Evaziunea fiscală poate fi implementată prin anumite comportamente desfășurate în situații foarte diferite. De exemplu:
- efectuarea de vânzări sau prestare de servicii către cetățean/consumator fără a emite o factură regulată, bon fiscal (așa-numitele vânzări „negre”);
- efectuarea de operațiuni de vânzare/administrare sau prestare de servicii către cetățean/consumator cu eliberarea unui document fiscal doar pentru o sumă parțială, față de suma întreagă (în timp ce în cazul precedent evaziunea este totală, nefiind emis un document);
- desfășurarea unei activități economice, alta decât orice regularizare: de exemplu, „muncă dublă nedeclarată” de către angajați (publici sau privați);
- primirea unei părți din salariu într-o formă nedocumentată, prin numerar;

Într-un context profesional, adică atunci când relațiile client-furnizor sunt între companii sau între companii și lucrători independenți, cele mai comune forme de evaziune sunt:
- primirea facturilor pentru servicii false sau vânzări false de către așa-numitele „societăți de hârtie”, deschise cu unicul scop de a emite sau a generara de false. Evident, aceste firme nu depun declarații de venit și nici nu plătesc TVA, fiind înregistrate pe numele unui nominalizat și sunt închise de îndată ce este convenabil sau pentru a evita urmări penale;
- subestimarea, la sfârșitul anului, a stocurilor sau a lucrărilor în curs (declararea mai puțin sau devalorizarea acestora) pentru a reduce venitul impozabil;
- supraestimarea, la sfârșitul anului, a stocurilor sau a lucrărilor în curs pentru a-și îmbunătăți poziția bilanțului față de potențialii creditori (de exemplu bănci);

## Complicitate la evaziune
Evaziunea fiscală, fie ea condamnată public sau oficial, este un fenomen acceptat in momentul unei solicitări explicite, deoarece este foarte convenabil pentru plătitor (firmă, consumator, după caz). În lumea liber profesioniștilor, unde TVA-ul nu este inclus in preț, amploarea evaziunii fiscale este mult mai mare. Mai mult, în aceste cazuri, clientul este cel care, de cele mai multe ori, nu dorește un document fiscal (bon fiscal, factura).
În ceea ce privește declarațiile fiscale se poate observa că, în afară de angajații care au impozite reținute la sursă și venitul realizat documentat de angajator (și, prin urmare, nu este posibilă modificarea semnificativă a acestuia), în teorie toți contribuabilii pot efectua operațiuni de evaziune, acționând asupra altor venituri.
În unele cazuri, (servicii medicale, renovarea clădirilor etc.) amploarea acestui fenomen este redusă, comparativ cu alte sectoare, deoarece cheltuielile trebuie demonstrate. Prin urmare, deși evaziunea fiscală nu este legală, este un fenomen popular deoarece are foarte multe avantaje economice pentru consumator.
Prin urmare, deși evaziunea fiscală este un fenomen deplorabil, este și adevărat că acesta se bucură de o anumită susținere în condițiile în care consumatorul are avantaje economice considerabile în a nu solicita factura fiscală.

## Tipuri de contribuabili
Metodele de evaziune pot varia în funcție de tipurile de contribuabili.
Prima tipologie include „marii contribuabili”, cei care au o cifră de afaceri, venituri și remunerații care depășesc 100.000.000 de euro. Acest tip include subcategoria „societăți mai mari”, societăți care în anul fiscal considerat au o cifră de afaceri sau venituri de cel puțin 150.000.000 de euro.
Cel de-al doilea tip include „contribuabilii mijlocii”, subiecți cu o cifră de afaceri sau un venit sau o remunerație cuprinsă între 5.164.568,99 EUR și 100.000.000 EUR.
Sunt considerați „contribuabili minori” subiecții cu cifra de afaceri sau venituri sau remunerații în valoare care nu depășește 5.164.568,99 euro.
Este necesar să precizăm că nu există o regulă generală care să reglementeze împărțirea evaziunii fiscale între marii și micii contribuabili. Cu toate acestea, contribuabilii mai mari folosesc scheme evazive care nu sunt la îndemâna unui mic comerciant din cauza complexității lor.

## Evaziunea taxei pe valoare adăugată (TVA)

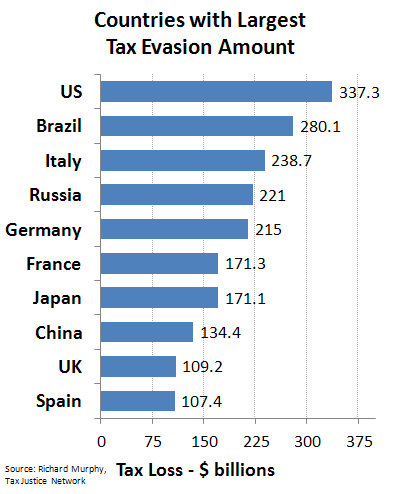
Țările din top 10 cu cea mai mare evaziune fiscală în termeni absoluți, conform estimărilor lui Richard Murphy. Acesta a estimat că evaiunea fiscală reprezintă 5% din economia mondială.

În a doua jumătate a secolului al XX-lea, taxa pe valoarea adăugată (TVA) a devenit forma modernă de impozit pe consum în întreaga lume, cu excepția notabilă a Statelor Unite. Producătorii care colectează TVA de la consumatori pot face evaziune fiscală prin raportarea unei cantități a vânzărilor mai mică decât în realitate. 
SUA nu are niciun fel de impozit global pe consum la nivel federal, și în prezent niciun stat nu colectează TVA; majoritatea statelor din SUA colectează taxe de vânzări (eng. sales tax). Canada utilizează TVA atât la nivel federal cât și la nivel provincial; unele provincii au o singură taxă care le combină pe cele două.

## Evaziunea de taxe vamale
Taxele vamale reprezintă o sursă importantă de venituri în țările în curs de dezvoltare. Importatorii se sustrag taxelor vamale prin facturarea incompletă a produselor sau declararea incorectă a cantității sau a descrierii produselor. 

### Contrabandă
Contrabanda reprezintă importul sau exportul de produse străine prin mijloace ilegale. Contrabanda este folosită pentru evaziunea totală a taxelor vamale, precum și pentru importul de contrabandă. Un contrabandist nu trebuie să plătească nicio taxă vamală, deoarece produsele de contrabandă nu sunt direcționate prin punctele vamale și prin urmare nu sunt supuse la plata taxelor și impozitelor. 

## Efectele evaziunii fiscale
Pe langă crearea unui prejudiciu moral consumatorilor cinstiți, evaziunea fiscală reprezinta un nod central în cadrul analizei economice a oricarui stat, deoarece creaza prejudicii financiare. Nerecuperarea fondurilor de către stat, pentru a fi utilizate in cheltuielile publice, poate duce la crearea datoriei publice. Pentru a recupera datoria publică, statul, dacă nu poate, așa cum se întâmplă adesea, să recupereze integral fondurile din evaziune, este, în consecință, obligat să reducă cheltuielile publice cu reduceri la finanțarea administrației publice și, în consecință, posibila scădere a calității serviciilor publice oferite și/sau la creștere deimpozitarea și impozitul pe contribuabili (de exemplu, creșterea accizelor ) cu efect de creștere a sarcinii fiscale. Pe termen lung, pe lângă eventualele deservicii publice, impozitarea mai mare poate duce la o scădere a veniturilor consumatorilor, cu o scădere a consumului și, prin urmare, o scădere suplimentară a creșterii economice.  
Un alt efect important al înăspririi impozitării, sau povara fiscală a contribuabililor pentru a încerca să recupereze fondurile eludate, este dezavantajarea activității antreprenorilor, precum și limitarea activității normale de consum a consumatorilor: toate acestea pot crea un cerc vicios, generând o situație pentru unii nesustenabil, care împinge din ce în ce mai mulți contribuabili la evaziune, înrăutățind și mai mult situația.
Recuperarea evaziunii ar putea avea potențial să rezolve două probleme fundamentale, cea a datoriei publice și cea a creșterii economice, într-un mod mult mai mare, mai rapid și mai eficient cu cât se apropie mai mult de suma totală a fondurilor sustrase.

Pe scurt, efectele evaziunii fiscale nu sunt doar condamnabile din punct de vedere economic, ci și etic, astfel:
- are loc o reducere a veniturilor și resurselor statului pentru cetățeni, în consecință:
  - calitatea serviciilor publice și a administrației publice se reduce din cauza scăderii cheltuielilor iar statul trebuie să limiteze resursele pentru cheltuielile publice precum sănătatea, educația, transportul, drumurile
  - fondurile disponibile pentru finanțarea creșterii economice sunt în scădere
  - se mărește nivelul de impozitare asupra contribuabililor pentru a încerca recuperarea fondurilor pierdute

Pe lângă aceste efecte directe, pot fi luați în considerare câțiva factori etici secundari:
- se creează situații de concurență neloială între operatorii economici care plătesc impozite și cei care se sustrag din a plăti, cu efect de domino asupra tuturor subiecților economici interesați.
- nu toți cetățenii pot evada impozitele cu aceeași ușurință, acest lucru fiind mai ușor pentru lucrătorii independenți decât pentru angajați;

## Metode de măsurare a evaziunii fiscale
Potrivit experților, evaziunea fiscală poate fi măsurate prin diferite metode:
- audit fiscal: constă in audit-ul si evaluarea fiscală unui consumator aleatoriu, bazat pe declarațiile fiscale si a evaluărilor din anii precedenti.
- interviuri model: interviuri pe un model aleatoriu de consumatori pentru a le afla comportamentul și moralitatea lor fiscală.
- metoda martorilor: constă in interviuri cu persoane care, datorită pozitiei si experienței profesionale, dețin informații despre consumatorul analizat.
- utilizarea datelor din activitatea de supraveghere a afacerilor desfășurată de Agenția Națională de Administrare Fiscală(ANAF).

## Contramăsuri posibile
Problema evaziunii fiscale este un subiect important în dezbaterea politică datorită multiplelor efecte negative asupra economiei unei țări.
- Plătește pe toata lumea pentru a plăti mai puțin

Când evaziunea este redusă, impozitele pot fi reduse pentru toata populația(scăderea accizelor), cu beneficii pentru societate în ceea ce privește consumul și investițiile în favoarea creșterii economice și a ocupării forței de muncă. Susținătorii acestei poziții consideră, așadar, că sunt necesare eforturi mai mari din partea statului pentru a viza evazatorii fiscali prin creșterea controlului și prin înăsprirea amenzii pentru evaziunea fiscală ca măsură descurajatoare și represivă.
- Plătește mai puțin pentru a plăti pe toată lumea

O a doua modalitate de combatere a evaziunii fiscale ar fi reducerea cotelor. În acest fel, s-ar obține o extindere a bazei de impozitare, întrucât consumatorii, nevoiți să plătească impozite reduse, ar fi mai puțin dispuși să își asume riscuri legate de încălcarea legii si platirea amenzilor.

### Urmărirea plăților
O altă metoda posibilă de reducere a evaziunii fiscale este impunerea unui numar maxim pentru plățile în numerar. Totuși, lupta împotriva evaziunii fiscale prin limitarea utilizării numerarului nu este eficientă în cazul în care părțile convin asupra unei tranzacții fără a se emite document fiscal(negru) sau cu document fiscal emis doar pentru o sumă parțială.

## Reacția guvernului

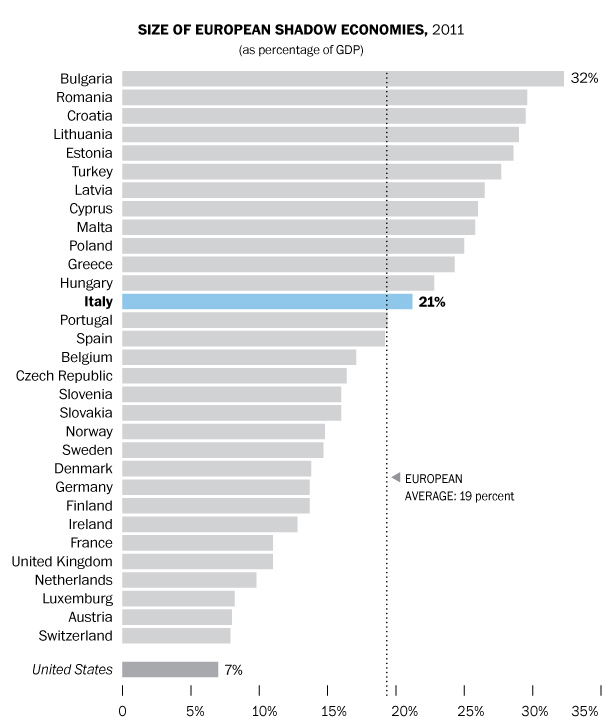
Mărimea "piețelor negre" din țările europene în 2011.

Nivelul de evaziune depinde de o serie de factori, inclusiv suma de bani pe care o persoană sau o societate o posedă. Tendința de a comite evaziune fiscală scade atunci când sumele implicate sunt mici. Nivelul de evaziune, de asemenea, depinde de eficiența administrației fiscale. Corupția ridicată a funcționarilor publici poate face imposibilă limitarea evaziunii fiscale. Administrațiile fiscale folosesc diferite mijloace pentru a reduce evaziunea fiscală și pentru a crește nivelul de colectare a taxelor: de exemplu, privatizarea executării fiscale 
În 2011, HMRC, agenția de colectare a impozitelor din Marea Britanie, a declarat că va continua să combată evaziunea fiscală, cu scopul de a colecta 18 miliarde de lire sterline în venituri înainte de 2015. În 2010, HMRC a început un voluntar program de amnistie care a vizat micile întreprinderi și a ridicat peste 500 de milioane de lire sterline.

### Corupția de către funcționarii publici
Funcționarii corupți cooperează adesea cu contribuabili care fac evaziune fiscală. Atunci când aceștia detectează că cineva face evaziune, pot să nu raporteze fapta în schimbul mitei. Corupția de către funcționarii publici este o problemă serioasă pentru administrația fiscală, în special în țările mai puțin dezvoltate.

### Privatizarea colectării de taxe
Profesorul Christopher Hood a sugerat privatizarea colectării de taxe, pentru a aplica legea mult mai eficient decât ar face-o un departament al guvernului . Anumite guverne au adoptat deja această abordare. De exemplu, în Bangladesh, administrația vamală a fost parțial privatizată în 1991. . Cu toate astea, abuzul unor colectori de taxe privați a dus în trecut la răsturnarea revoluționară a guvernelor care au externalizat administrarea fiscală. Aceasta s-a întâmplat de exemplu în Franța, când Luis al XVI-lea a fost detronat ca urmare a revoluției franceze. 

## Activism Civil
Unele dintre cele mai cunoscute cazuri de evaziune fiscală nu au fost scoase la iveală de catre autoritățile competente, ci de inițiative private ce au scos la iveală documente ținute secrete de catre bănci, acestea dezvăluind identitatea si activitatea a numeroase persoane fizice si companii. 
Un caz cunoscut în Romania este Armagedon(2002), dosar ce include o serie de rapoarte anonime în care erau făcute publice anumite secrete din societatea românească.

## Date privind evaziunea fiscală

### În lume
În total, evaziunea fiscală globală măsoară intre 21.000 si 32.000 de miliarde de dolari, fiind egal cu PIB-ul Statelor Unite ale Americii, Japoniei și Germaniei la un loc.

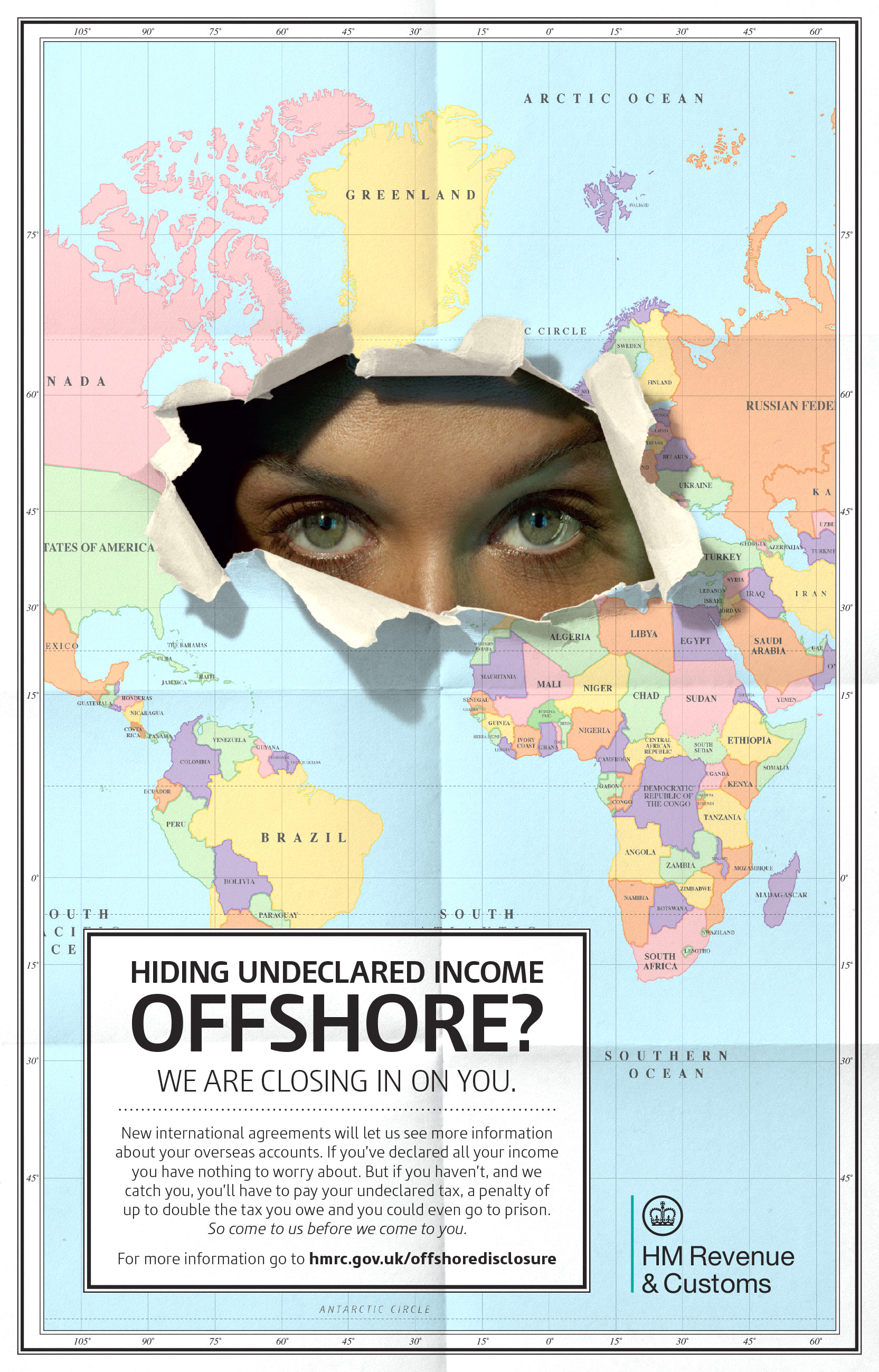
Poster lansat de autoritățile britanice pentru a opri evaziunea fiscală cu firme și conturi bancare din străinătate. Posterul menționează următoarele: "Ascunzi venit nedeclarat? Suntem aproape să te prindem. Noi acorduri internaționale ne permit să avem la dispoziție mai multe informații despre conturile din străinătate. ..."

### România
Este reglementată prin Legea nr. 241/2005 pentru prevenirea și combaterea evaziunii fiscale, modificată prin Legea nr. 50 din 14.03.2013. Conform acestor legi, refuzul de a prezenta documentele în ceea ce privește contabilitatea se pedepsește cu închisoare de la un an la 6 ani.
În anul 2013, evaziunea fiscală s-a cifrat la aproximativ 16% din PIB, adică peste 100 de miliarde de lei.
În anul 2014, Radu Timiș, vicepreședintele Asociației Române a Cărnii și președintele Cris-Tim, a declarat că la nivelul României există o evaziune fiscală de circa 13 miliarde de euro, ceea ce reprezintă 75% din TVA-ul care ar trebui încasat.
Printre cele mai cunoscute cazuri de evaziune fiscală din Romania sunt:
- Dosarul „Loteria I” (2006)
- Dosarul Transferurilor (2007)
- Dosarul „Loteria II” (2008)

### Europa
| Țara          | Evaziune fiscală (miliarde de euro) | Evaziune fiscală per PIB (%) | Evaziune fiscală proportională la bugetul de sănatate (%) |
| ------------- | ----------------------------------- | ---------------------------- | --------------------------------------------------------- |
| România       | 16.2                                | 29.51                        | 262.0                                                     |
| Grecia        | 19.9                                | 26.11                        | 235.7                                                     |
| Malta         | 0.9                                 | 25.42                        | -                                                         |
| Lituania      | 3.1                                 | 24.36                        | 187.4                                                     |
| Bulgaria      | 3.8                                 | 24.20                        | 197.6                                                     |
| Italia        | 190.9                               | 23.28                        | 172.3                                                     |
| Polonia       | 34.6                                | 21.66                        | 181.0                                                     |
| Cipru         | 1.6                                 | 21.61                        | 302.9                                                     |
| Letonia       | 1.7                                 | 20.03                        | 214.6                                                     |
| Ungaria       | 9.1                                 | 18.78                        | 171.7                                                     |
| Slovacia      | 5.4                                 | 18.52                        | 125.0                                                     |
| Croația       | 3.5                                 | 18.43                        | 139.9                                                     |
| Estonia       | 1.4                                 | 16.99                        | 135.4                                                     |
| Slovenia      | 2.6                                 | 16.28                        | 109.8                                                     |
| Portugalia    | 11.0                                | 16.09                        | 103.1                                                     |
| Belgia        | 30.4                                | 14.99                        | 93.5                                                      |
| Spania        | 60.0                                | 14.71                        | 85.4                                                      |
| Cehia         | 8.8                                 | 14.15                        | 87.6                                                      |
| Danemarca     | 17.5                                | 12.84                        | 74.2                                                      |
| Franța        | 117.9                               | 11.09                        | 61.0                                                      |
| Finlanda      | 10.7                                | 10.92                        | 69.8                                                      |
| Irlanda       | 6.9                                 | 10.57                        | 49.7                                                      |
| Germania      | 125.1                               | 10.10                        | 44.0                                                      |
| Regatul Unit  | 87.5                                | 9.63                         | 43.1                                                      |
| Țările de Jos | 22.2                                | 8.29                         | 38.5                                                      |
| Austria       | 12.9                                | 8.25                         | 48.7                                                      |
| Suedia        | 16.9                                | 8.07                         | 40.9                                                      |
| Luxemburg     | 1.6                                 | 7.98                         | 60.7                                                      |

### Italia
În Italia există două surse principale de date statistice privind evaziunea fiscală. Primele sunt studii bazate pe chestionare și interviuri cu eșantioane de cetățeni, cum ar fi cele realizate de EURES. Cu toate acestea, datele pot fi supuse unor limitări, cum ar fi posibilitatea ca cetațeanul să nu dea răspunsuri adevărate.
A doua sursă de date sunt estimările efectuate de Istat și de Biroul de Studii al Agenției de Venituri, privind declarațiile IRAP cu datele statistice ale conturilor naționale. Aceste studii ne spun că evaziunea fiscală ajunge la aproximativ 18% din PIB. În ansamblu, evaziunea fiscală în Italia în 2012 este estimată, potrivit unor studii, la aproximativ 120 de miliarde de euro pe an (media de 2000 de euro de persoană), a cărei recuperare totală ar garanta, de exemplu, o recuperare sau o reducere la zero a întreaga datorie publică , care în 2012 se ridica la circa 1900 de miliarde de euro. În special, în 1981 evaziunea fiscală în Italia se ridica la aproximativ 28.000 de miliarde de lire, echivalentul a 7-8% din PIB. Treizeci de ani mai târziu, această pondere a crescut între 16,3% și 17,5% din PIB, pentru un total care variază, potrivit altor studii, între 255 și 275 de miliarde de venituri impozabile scăzute de la autoritățile fiscale cu repercusiuni puternice asupra deficitului public cât și datoria publică consecventă. Potrivit unor studii, aceste valori plasează Italia pe locul 1 în Europa pentru evaziune și pe locul trei în rândul țărilor din zona OCDE.
De asemenea, în Italia, sistemul informatic Serpico este activ din 2013 și scanează conturile curente bancare în căutarea oricăror anomalii cu privire la declarațile fiscale.
Din punct de vedere geografic, în nordul Italiei, unde se realizează cea mai mare pondere a afacerilor și a veniturilor, se sustrage cel mai mult în valoare monetară absolută, în timp ce Sudul deține recordul pentru numărul evaziunilor fiscale.

### Infracțiune urmăribilă penal
Standardul de referință este Decretul Legislativ 74 din 2000, modificat prin Decretul Legislativ 138 din 2011. Comportamentele care constituie infracțiune și sancțiunile aferente sunt:
- declarație frauduloasă : impozitul minim sustras egal cu 30.000 euro, venitul nedeclarat depășește 5% din total sau în orice caz 1 milion euro, închisoare de la 1 an și 6 luni la 6 ani;
- declarație omisă : taxa sustrasă depășește treizeci de mii de euro, închisoare de la 1 la 3 ani;
- emiterea de facturi false : indiferent dacă partea destinatară folosește sau nu documentele false, închisoare de la 1 an și 6 luni la 6 ani;
- ascunderea sau distrugerea documentelor contabile : închisoare de la 6 luni la 5 ani.

Pentru toate aceste infracțiuni, suspendarea condiționată a pedepsei nu se aplică dacă impozitul susținut depășește:
- 30% din cifra de afaceri;
- cele 3 milioane de euro.

### Alertele cetățenilor
În Italia, o altă sursă de date despre evaziune sunt rapoartele directe ale cetățenilor. Cele adresate serviciului 117 al Guardia di Finanza sunt rare din punct de vedere statistic și nu foarte reprezentative întrucât cetățeanul trebuie să își declare datele personale pentru ancheta fiscală. În plus, aceste date nu sunt făcute publice la nivel statistic.

### Marea Britanie
HMRC, agenția de colectare a impozitelor din Marea Britanie (echivalentul ANAF-ului), a estimat că evaziunea fiscală a costat guvernul £5.2 miliarde de lire sterline în anul fiscal 2014-15. În plus, decalajul fiscal (diferența dintre valoarea taxei pe care ar trebui, în teorie, să fie colectată de către HMRC și suma colectată de fapt) a fost mult mai mare: £36 de miliarde de lire sterline.
În 2013, coaliție de guvernare a anunțat măsuri severe care să reducă "criminalitatea economică". S-a adăugat în codul penal o nouă infracțiune pentru "complicitate la evaziune fiscală" și s-a eliminat cerința autorităților de a dovedi "intenția de a se sustrage la impozitare" pentru a începe urmărirea penală.
În 2015, ministrul de finanțe George Osborne a promis să colecteze £5 miliarde de lire sterline prin lansarea unui "război" cu evazioniștii, anunțând noi puteri pentru HMRC ce vizau oameni cu conturi bancare în offshore-uri. Ca urmare, numărul de persoane ce au fost date în urmărire penală pentru evaziune fiscală s-a dublat în 2014/15 în comparație cu anul precendent. 

### Statele Unite ale Americii
În Statele Unite ale Americii, evaziunea fiscală federală este definită ca încercarea conștientă de a se sustrage de la plata unei taxe impuse de legea federală. În SUA evaziunea fiscală se pedepsește cu amendă și închisoare. 
Fiscul american (eng. Internal Revenue Service) a identificat întreprinderile mici și persoanele fizice ca fiind cei mai mari contribuitori la diferența dintre taxele ce ar trebui colectate și valoarea actuală colectată. Întreprinderile mici și cele individuale fac evaziune fiscală întrucât este dificil pentru guvern să afle despre ne-raportarea unor venituri fără să lanseze investigații.
În 2007, cele mai frecvente mijloace de evaziune fiscală au fost exagerarea contribuțiilor caritabile, în special donațiile la biserici.
Fiscul american estima în 2001 că evaziunea fiscală a fost de 345 de miliarde de dolari, iar pentru 2006 a fost de 450 miliarde de dolari.  Un studiu din 2008 a estimat un decalaj fiscal (i.e. evaziune fiscală) de 450–500 de miliarde de dolari, iar veniturile nedeclarate ca fiind de aproximativ 2 miliarde de dolari, ce reprezintă 18-19% din totalul veniturilor raportabile.